# ТЭМ103
ТЭМ103 (укр. ТЕМ103) — опытный украинский четырёхосный (тип 20—20) маневровый тепловоз мощностью 800 л. с.

## История
В 2001 году в стране была создана государственная программа «Развитие рельсового подвижного состава социального назначения для железнодорожного транспорта городского хозяйства», а 24 декабря того же года вышел приказ № 717Ц о плане капитальных вложений Укрзалізниця. Это стало основанием для начала работ по проектированию нового маневрового тепловоза и вскоре проект был готов.
Согласно проекту, локомотив должен был иметь модульную конструкцию, что позволяло применить дизельные двигатели мощностью 800, 1200, 1600 или 2000 л. с., а экипажная часть могла быть выполнена на колею 1435, либо 1520 мм. В качестве первого образца был выбран тепловоз с дизелем мощностью 800 л. с. и экипажной частью на колею 1520 мм. Техническое задание на проектирование и изготовление было согласовано Главным управлением локомотивного хозяйства украинских железных дорог 26 мая 2004 года. В 2005 году холдинговая компания «Лугансктепловоз» совместно с «Электротяжмаш» (поставлял электрооборудование) выпустила тепловоз, которому было присвоена серия ТЭМ103 и полное обозначение ТЭМ103-001.
На ТЭМ103 были широко применена микропроцессорная электроника, в том числе в системах управления и контроля дизельного двигателя и тепловоза, благодаря чему тепловоз, будучи легче ТЭМ2 и ЧМЭ3, всё же имел близкие к ним тяговые характеристики. Также тепловоз был оборудован реостатным тормозом мощостью 500 кВт, а оборудование позволяло эксплуатировать два тепловоза по СМЕ. После проведения испытаний, ТЭМ103 был принят Межведомственной комиссией и в 2006 году поступил для эксплуатации на Донецкую железную дорогу в локомотивное депо Дебальцево-Пассажирское.
Также имеется не собранный до конца ТЭМ103-002, его сборка была начата в мае 2006 году, готовы кузов, рама и тележки, но проект был закрыт в связи с экономическим кризисом 2008 года. Рама и тележки были использованы при сборке тепловоза ТЭМ-ЛТХ-001, дальнейшая судьба неизвестна.